# Новий (Коноський район)
Новий (рос. Новый) — селище в Коноському районі Архангельської області Російської Федерації.
Населення становить 191 особу. Входить до складу муніципального утворення Подюзьке сільське поселення.

## Історія
Від 2004 року входить до складу муніципального утворення Подюзьке сільське поселення.

## Населення
| 2002 | 2010 | 2012 |
| ---- | ---- | ---- |
| 323  | ↘195 | ↘191 |